# Награди „Оскар“ (44-та церемония)
Четиридесет и четвъртата церемония по връчване на филмовите награди „Оскар“ се провежда на 10 април 1972 година. На нея се връчват призове за най-добри постижения във филмовото изкуство за предходната 1971 година. Събитието се провежда в „Дороти Чандлър Павилион“, Лос Анджелис, Калифорния. Водещи на представлението са Хелън Хейс, Алън Кинг, Сами Дейвис и Джак Лемън.
Големият победител на вечерта е криминалният трилър „Френска връзка“ на режисьора Уилям Фредкин, номиниран в 8 категории за наградата, печелейки 5 статуетки, включително за най-добър филм и най-добър режисьор.
Сред останалите основни заглавия са мюзикълът „Цигулар на покрива“ на Норман Джуисън, младежката драма „Последната прожекция“ на Питър Богданович, биографичният епос „Николай и Александра“ на Франклин Шафнър и бунтарският „Портокал с часовников механизъм“ на Стенли Кубрик.
Сред чуждоезичните произведения триумфира Виторио Де Сика с „Градината на Финци-Контини“.

## Филми с множество номинации и награди
| Долуизброените филми получават повече от 2 номинации в различните категории за настоящата церемония: - 8 номинации: Цигулар на покрива, Френска връзка и Последната прожекция - 6 номинации: Николай и Александра - 5 номинации: Bedknobs and Broomsticks и Мери, кралица на Шотландия - 4 номинации: Портокал с часовников механизъм, Котч, Лятото на 42-ра и Неделя, проклета неделя | Долуизброените филми получават повече от 1 награда „Оскар“ на настоящата церемония:. - 5 статуетки: Френска връзка - 3 статуетки: Цигулар на покрива - 2 статуетки: Последната прожекция, Николай и Александра и Часовои на мълчанието |

## Номинации и награди
Долната таблица показва номинациите за наградите в основните категории. Победителите са изписани на първо място с удебелен шрифт.
| Най-добър филм | Най-добър режисьор |
| --- | --- |
| - Френска връзка - Портокал с часовников механизъм - Цигулар на покрива - Последната прожекция - Николай и Александра | - Уилям Фридкин – Френска връзка - Питър Богданович – Последната прожекция - Норман Джуисън – Цигулар на покрива - Стенли Кубрик – Портокал с часовников механизъм - Джон Шлезинджър – Неделя, проклета неделя                             |
| Най-добра мъжка роля | Най-добра женска роля |
| - Джийн Хекман – Френска връзка - Питър Финч – Неделя, проклета неделя - Уолтър Матау – Котч - Джордж Скот – Болницата - Хаим Топол – Цигулар на покрива                                                                       | - Джейн Фонда – Клут - Джули Кристи – Маккейб и мисис Милър - Гленда Джаксън – Неделя, проклета неделя - Ванеса Редгрейв – Мери, кралица на Шотландия - Джанет Сюзман – Николай и Александра                                               |
| Най-добра поддържаща мъжка роля | Най-добра поддържаща женска роля |
| - Бен Джонсън – Последната прожекция - Джеф Бриджис – Последната прожекция - Леонард Фрей – Цигулар на покрива - Ричард Джакел – Понякога велика идея - Рой Шайдър – Френска връзка                                            | - Клорис Лийчман – Последната прожекция - Ан-Маргрет – Плътското познание - Елън Бърстин – Последната прожекция - Барбара Харис – Кой е Хари Клерман и защо говори тези ужасни неща за мен? - Маргарет Лейтън – Посредникът                |
| Най-добър оригинален сценарий | Най-добър адаптиран сценарий |
| - Болницата – Пади Чайевски - Следствие по делото на гражданина извън всякакво подозрение – Елио Петри и Уго Пиро - Клут – Анди Люис и Дейв Люис - Лятото на 42-ра – Херман Раучър - Неделя, проклета неделя – Пенелопе Гилиът | - Френска връзка – Ърнест Тайдман - Портокал с часовников механизъм – Стенли Кубрик - Конформистът – Бернардо Бертолучи - Градината Финци-Контини – Виторио Боничели и Уго Пиро - Последната прожекция – Питър Богданович и Лари Макмъртри |
| Най-добра кинематография (операторско майсторство) | Най-добър чуждоезичен филм |
| - Цигулар на покрива – Осуалд Морис - Френска връзка – Оуен Ройзман - Последната прожекция – Робърт Съртийз - Николай и Александра – Фреди Йънг - Лятото на 42-ра – Робърт Съртийз                                             | - Градината на Финци-Контини (Италия) – Виторио Де Сика - Додескаден (Япония) – Акира Куросава - Емигрантите (Швеция) – Ян Троел - Полицаят Азулай (Израел) – Ефрем Кишон - Чайковски (СССР) – Игор Таланкин                               |

## Почетни награди
- Чарли Чаплин

Чаплин получава почетен „Оскар“ на тази церемония за „неизмеримия ефект, който той донася на киното“. От 20 години, Чаплин живее в Швейцария. Той се завръща в САЩ, за първи път от толкова много време, специално за да получи наградата. При представянето му на церемонията, той получава 12-минутни аплодисменти на крака от публиката, което представлява най-дългите овации в историята на наградите „Оскар“.